# 나라 나비
나라 나비(ならナビ)은 NHK 나라 방송국에서 제작하고 방영되고 있는 저녁 지역 정보 프로그램이다.

## 소개
나라 나비(ならナビ)은 NHK 나라 방송국의 NHK 종합 텔레비전에서 제작하고 방영되는 저녁 정보 프로그램으로 나라현 지역의 소식을 전해주는 지역 정보 프로그램으로 2006년 4월 3일에 첫방송 되어 지금까지도 이어지고 있는 프로그램이다.

## 방송 시간
- 월 ~ 금 저녁 6시 30분 ~ 7시(30분)